# Ehemaliges Rathaus (Sontheim)

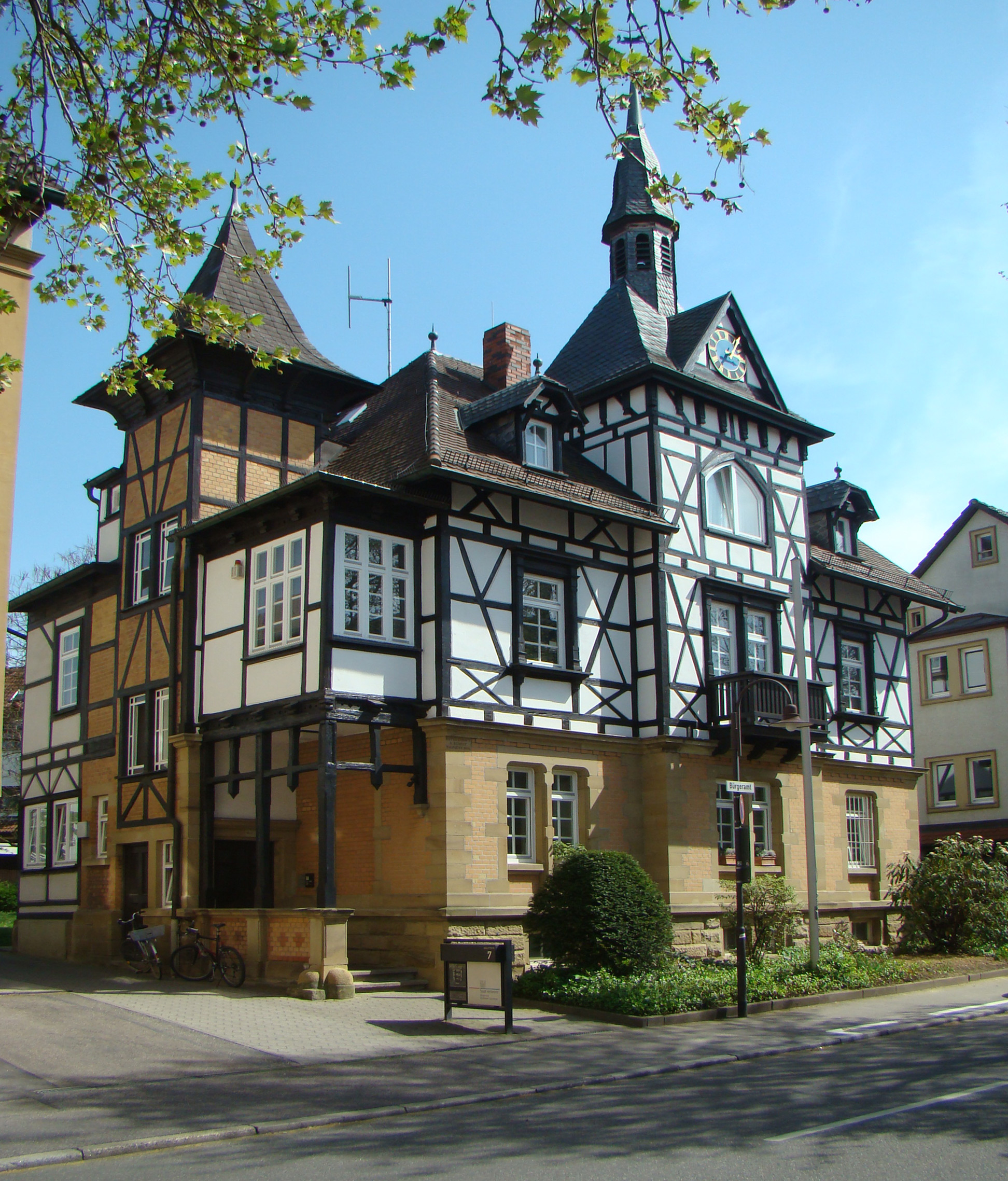
Ehemaliges Rathaus in Heilbronn-Sontheim

Zeichnung aus den Bauakten von 1895

Das Ehemalige Rathaus an der Hauptstraße 7 in Sontheim wurde 1895 als Wohnhaus erbaut und 1905 zum Rathaus umgebaut. Das Erdgeschoss ist im Stil der Neorenaissance horizontal gegliedert und das Obergeschoss zeigt durch das dekorative Sichtfachwerk Landhauscharakter. Das Haus steht unter Denkmalschutz.

## Geschichte
Vom Jahr 1805 bis zur Eingemeindung nach Heilbronn im Jahr 1938 war Sontheim eine selbstständige politische Gemeinde und hatte einen eigenen Verwaltungssitz. Bis 1910 befand sich dieser Verwaltungssitz unterhalb der katholischen St. Martins-Kirche. 1905 wurde das 1895 im Heimatstil durch Werkmeister August Eckert aus Sontheim erbaute Gebäude an der Hauptstraße 7 zum Verwaltungssitz umgebaut, ebenfalls nach Plänen von Eckert.
Der ursprüngliche Bauplan von 1895 hatte einen Schwebegiebel im Schweizerhausstil mit einem Freigespärre der Schweizer Bauernhausarchitektur vorgesehen, vergleichbar mit der Ackermann-Direktorenvilla in der Kolpingsstraße 3. 1896 wurde schräg gegenüber dem Gebäude das korrespondierende Haus Mändle an der Hauptstraße 8 gebaut, ebenfalls in Sichtziegelbauweise als auch in Sichtfachwerk nach Plänen des Hausarchitekten der Zwirnerei Ackermann, Theodor Moosbrugger.

## Beschreibung
Das Erdgeschoss des Gebäudes ist aus Backsteinen erbaut und an den Ecken von Lisenen in Quaderform aus Sandstein eingefasst. Das erste Obergeschoss ist als Fachwerk ausgeführt worden. Das Gebäude hat seitlich einen Treppenturm mit dem Haupteingang sowie straßenseitig einen Mittelrisalit, der im ersten Geschoss einen hölzernen Balkon aufweist. Das pyramidale Walmdach auf dem Risalit erinnert an den Stil mittelalterlicher Burgtürme. Zur Zierde wurde in das Dach des Risalits eine dreieckige Gaube mit einer runden Uhr gesetzt. Der Turmhelm aus Schiefer wird von einem Dachreiter für eine Glocke gekrönt.